# Old Forge (Pennsylvania)
Old Forge ist ein Borough im Lackawanna County im US-Bundesstaat Pennsylvania. Das U.S. Census Bureau hat bei der Volkszählung 2020 eine Einwohnerzahl von 8.497 auf einer Fläche von 9,1 km² ermittelt. Die Bevölkerungsdichte liegt bei 934 Einwohnern je km².

## Demografie
Die bei der Volkszählung im Jahr 2000 ermittelten 8798 Einwohner von Old Forge lebten in 3746 Haushalten; darunter waren 2457 Familien. Die Bevölkerungsdichte betrug 446 pro km². Im Ort wurden 3.981 Wohneinheiten erfasst. Unter der Bevölkerung waren 99,0 % Weiße, 0,2 % Afroamerikaner, 0,4 % Asiaten und 0,2 % von anderen Ethnien; 0,3 % gaben die Zugehörigkeit zu mehreren Ethnien an.
Unter den 3746 Haushalten hatten 25,4 % Kinder unter 18 Jahren; 49,7 % waren verheiratete zusammenlebende Paare. 31,4 % der Haushalte waren Singlehaushalte. Die durchschnittliche Haushaltsgröße war 2,32, die durchschnittliche Familiengröße 2,91 Personen.
Die Bevölkerung verteilte sich auf 19,8 % unter 18 Jahren, 6,7 % von 18 bis 24 Jahren, 26,5 % von 25 bis 44 Jahren, 24,0 % von 45 bis 64 Jahren und 23,0 % von 65 Jahren oder älter. Der Median des Alters betrug 43 Jahre.
Der Median des Haushaltseinkommens betrug 35.090 $, der Median des Familieneinkommens 46.152 $. Das Pro-Kopf-Einkommen in Old Forge betrug 19.228 $. Unter der Armutsgrenze lebten 6,7 % der Bevölkerung.

## Söhne und Töchter der Stadt
- Allan Jones (1907–1992), Schauspieler und Sänger
- Cletus Joseph Benjamin (1909–1961), Weihbischof in Philadelphia
- Antoni Adamiuk (1913–2000), polnischer römisch-katholischer Geistlicher, Weihbischof in Opole
- Paul Plishka (1941–2025), Opernsänger (Bass)
- Robert Nardelli (* 1948), Manager